# 保安乡 (秀山县)
保安乡，是中华人民共和国重庆市秀山土家族苗族自治县下辖的一个乡镇级行政单位。

## 行政区划
保安乡下辖以下地区：
龙家村、保安村、楠红村、李高村和大坳村。